# The Innocence of the Three-Faced Saviour
"The Innocence of the Three-Faced Saviour" är The Project Hate MCMXCIXs första och hittills enda singel, utgiven den 6 juni 2007. Den producerades av Lord K. Philipson, och släpptes inför bandets femte studioskiva, In Hora Mortis Nostræ, i samband med det officiella offentliggörandet av låttitlarna Den innehåller en singelversion av låten ”The Innocence of the Three-Faced Saviour”, nedkortad från tolv minuter till endast tre minuter och trettiosex sekunder. Den släpptes endast som websingel för gratis nedladdning, och finns tillgänglig på bandets officiella webbplats, där såväl låten som högupplöst omslagsbild finns för nedladdning. Omslagsbilden är designad av Marko ”Statik Majik” Saarelainen, som gjort alla omslagen till alla The Project Hates skivor från och med Killing Helsinki.
”The Innocence of the Three-Faced Saviour” är komponerad av gitarristerna, Lord K. Philipson och Petter S. Freed. Texten är skriven av Lord K. Philipson, Jörgen Sandström och Jonna Enckell. Gitarrerna spelades in i The Dungeon och Unisound, båda i Örebro. Jörgen Sandstrsöms sång spelades in i Snuff Music Solution och Jonna Enckells i Rat Productions, även dessa i Örebro. Basen och trummorna spelades in i Göteborg, i studion Royal Death Recordings respektive Storan Studios.

## Låtlista
1. ”The Innocence of the Three-Faced Saviour” (Lord K. Philipson) – 3:36

## Medverkande
The Project Hate MCMXCIX

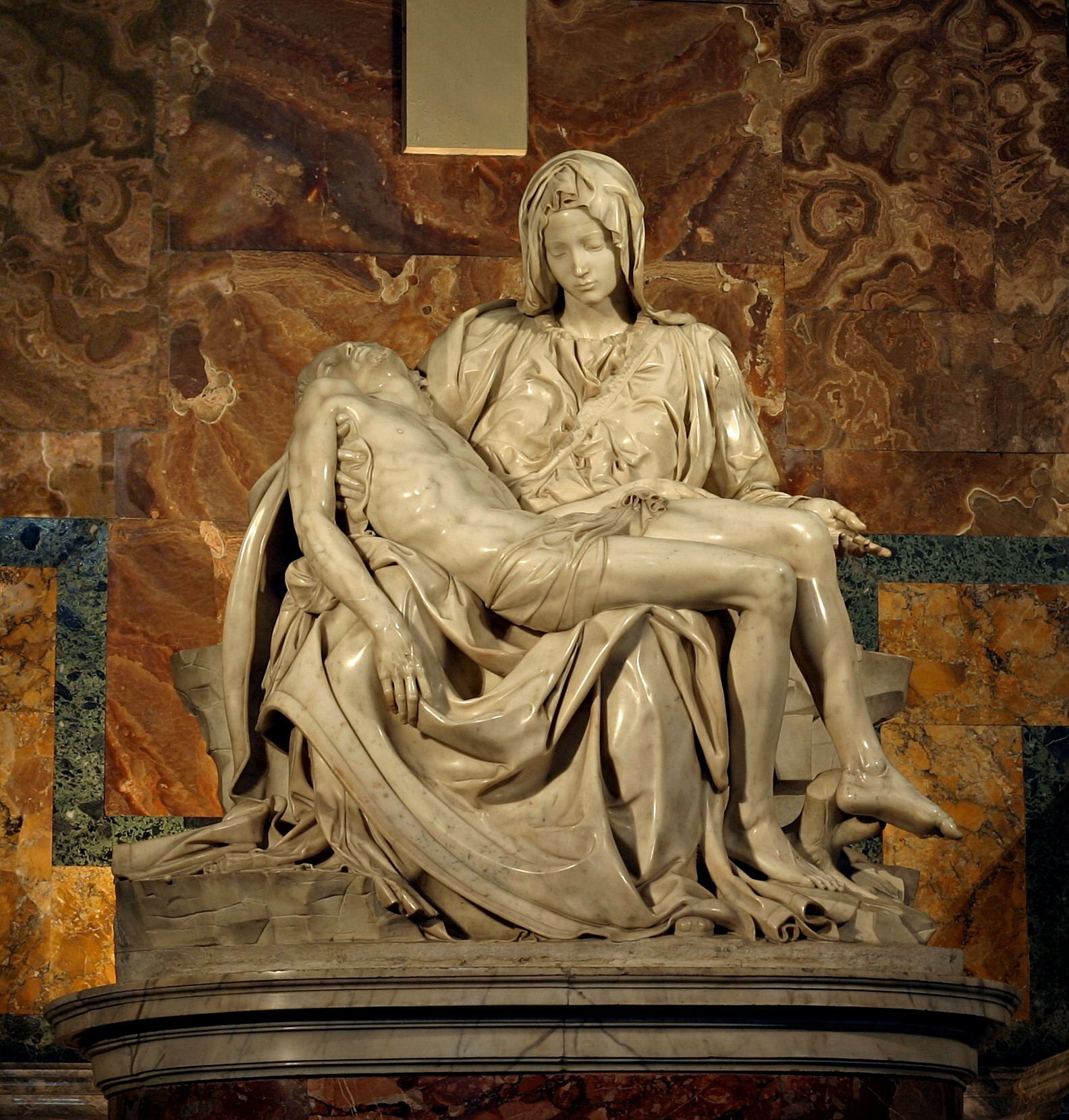
Omslagsbilden baserades på Michelangelos skulptur Pietà.

- Lord K. Philipson – gitarr, keyboard
- Jörgen Sandström – sång
- Jonna Enckell – sång
- Peter S. Freed – gitarr, bakgrundssång
- Michael Håkansson – basgitarr
- Mojjo (Daniel Moilanen) – trummor

Bidragande musiker
- Boudewijn Bonebakker – sologitarr
- Rickard Alriksson – bakgrundssång[4]

Produktion
- Marko Saarelainen – omslagsdesign[5]
- Lord K. Philipson – musikproducent
- Dan Swanö – ljudmix, mastering